# Prêmio TVyNovelas de melhor atriz protagonista
O Prêmio TVyNovelas de melhor atriz protagonista (no original em espanhol: Premio TVyNovelas a la actriz protagónica) é um dos prêmios oferecidos durante a realização do Prêmio TVyNovelas, destinado à melhor atriz protagonista ou antagonista da televisão mexicana.

## Premiadas
| Ano  | Vencedor          | Telenovela                     |
| ---- | ----------------- | ------------------------------ |
| 1983 | Silvia Pinal      | Mañana es primavera            |
| 1984 | Christian Bach    | Bodas de odio                  |
| 1985 | Susana Alexander  | La traición                    |
| 1986 | Angélica Aragón   | Vivir un poco                  |
| 1987 | Diana Bracho      | Cuna de lobos                  |
| 1988 | Verónica Castro   | Rosa salvaje                   |
| 1989 | Christian Bach    | Encadenados                    |
| 1990 | María Sorté       | Mi segunda madre               |
| 1991 | Verónica Castro   | Mi pequeña Soledad             |
| 1992 | Diana Bracho      | Cadenas de amargura            |
| 1993 | María Sorté       | De frente al sol               |
| 1994 | Edith González    | Corazón salvaje                |
| 1995 | Rebecca Jones     | Imperio de cristal             |
| 1996 | Lucero            | Lazos de amor                  |
| 1997 | Daniela Castro    | Cañaveral de pasiones          |
| 1998 | Angélica Aragón   | Mirada de mujer                |
| 1999 | Helena Rojo       | El privilegio de amar          |
| 2000 | Leticia Calderón  | Laberintos de Pasión           |
| 2001 | Lucero            | Mi destino eres tú             |
| 2002 | Adela Noriega     | El manantial                   |
| 2003 | Yadhira Carrillo  | La otra                        |
| 2004 | Adela Noriega     | Amor real                      |
| 2005 | Barbara Mori      | Rubi                           |
| 2006 | Lucero            | Alborada                       |
| 2007 | Angelica Vale     | La fea más bella               |
| 2008 | Angélica Rivera   | Destilando amor                |
| 2009 | Blanca Guerra     | Alma de Hierro                 |
| 2010 | Itatí Cantoral    | Hasta que el dinero nos separe |
| 2011 | Angelique Boyer   | Teresa                         |
| 2012 | Sandra Echeverría | La Fuerza del Destino          |
| 2013 | Victoria Ruffo    | Corona de lágrimas             |
| 2014 | Erika Buenfil     | Amores verdaderos              |
| 2015 | Adriana Louvier   | Yo no creo en los hombres      |
| 2016 | Maite Perroni     | Antes muerta que Lichita       |
| 2017 | Angelique Boyer   | Tres veces Ana                 |
| 2018 | Maite Perroni     | Papá a toda madre              |
| 2019 | Angelique Boyer   | Amar a muerte                  |
| 2020 | Sandra Echeverría | La usurpadora                  |